# Malé
Malé (dhivehi: މާލެ), este capitala Republicii Maldive. Orașul Malé este localizat pe insula Malé în atolul Kaafu. Are o populație de 105.000 locuitori ceea ce înseamnă cam o treime din populația întregii țări. Insula este în totalitate urbanizată, orașul întinzându-se pe întreaga suprafață a sa.
În data de 26 decembrie 2004, un mare tsunami s-a produs în Oceanul Indian ceea ce a provocat inundarea a două treimi din oraș.

## Împărțire teritorială
| Nr. | Cartier       | Aria (ha) | Populație Recensământ 2006 | Densitate | Coordonate                                   | Loc                    |
| --- | ------------- | --------- | -------------------------- | --------- | -------------------------------------------- | ---------------------- |
| 1   | Henveiru      | 59,1      | 23.597                     | 39.927,2  | 04°10′37″S 73°30′48″E / 4.17694°S 73.51333°E | Insula Malé            |
| 2   | Galolhu       | 27,6      | 19.414                     | 70.340,6  | ...                                          | Insula Malé            |
| 3   | Machchangolhi | 32,6      | 19.580                     | 60.061,3  | ...                                          | Insula Malé            |
| 4   | Maafannu      | 75,9      | 29.964                     | 39.478,3  | ...                                          | Insula Malé            |
| 1-4 | Malé (Insula) | 195,2     | 92.555                     | 47.415,5  | 04°10′28″S 73°30′34″E / 4.17444°S 73.50944°E | Insula Malé            |
| 5   | Vilimalé      | 31,8      | 6.956                      | 21.874,2  | ...                                          | Insula Villingili      |
| 6   | Hulhumalé     | 200,9     | 2.866                      | 1.426,6   | ...                                          | Insula artificială     |
| -   | Hulhule       | 151,9     | 1.316                      | 866,4     | ...                                          | Insula Aeroport        |
| -   | Gulhi Falhu   | -         | -                          | -         | ...                                          | insula port în proiect |
|     | Malé (oraș)   | 579,8     | 103.693                    | 17.884,3  | 04°10′28″S 73°30′34″E / 4.17444°S 73.50944°E |                        |

## Personalități născute aici
- Maumoon Abdul Gayoom (n. 1937), politician, fost președinte al Insulelor Maldive.